# سیارک ۳۳۸۳
سیارک ۳۳۸۳ (به انگلیسی: 3383 Koyama، نامگذاری:1951AB) سه هزار و سیصد و هشتاد و سومین سیارک کشف شده‌است که در ۹ ژانویه ۱۹۵۱ و در هایدلبرگ کشف شد.
قدر مطلق سیارک برابر ۱۲٫۰۰ است.